# Pterotiltus apicalis
Pterotiltus apicalis är en insektsart som beskrevs av Bolívar, I. 1905. Pterotiltus apicalis ingår i släktet Pterotiltus och familjen gräshoppor.

## Underarter
Arten delas in i följande underarter:
- P. a. apicalis
- P. a. rubroantennatus